# 사이방 대교

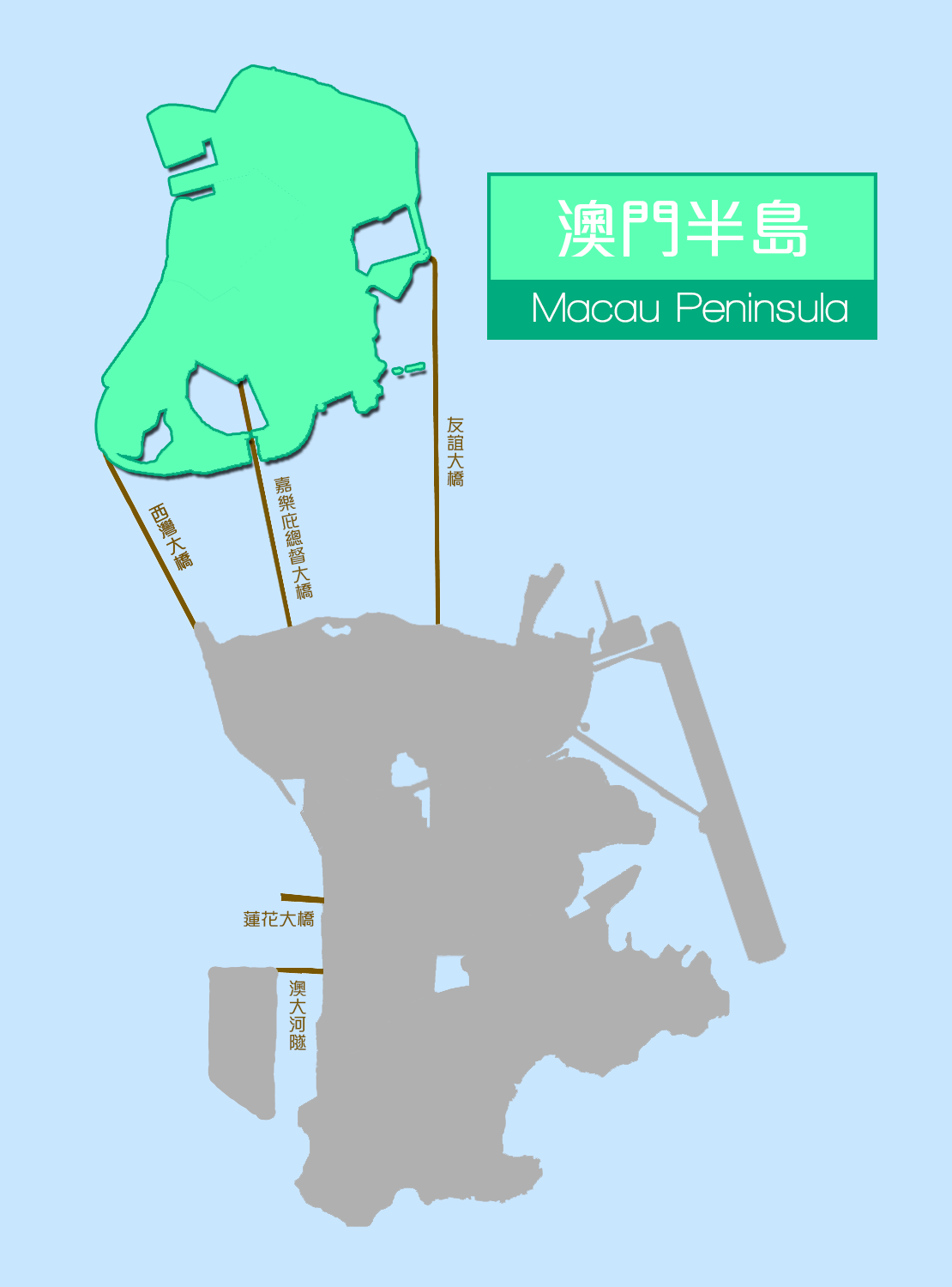
마카오반도(澳門半島)와 섬을 잇는 3개의 다리
지도 왼쪽부터 사이방 대교, 카르발류 총독 대교, 마카오 우의대교

사이방 대교(중국어: 西灣大橋, 포르투갈어: Ponte de Sai Van)는 마카오반도와 타이파섬을 잇는 사장교이다.

## 개요

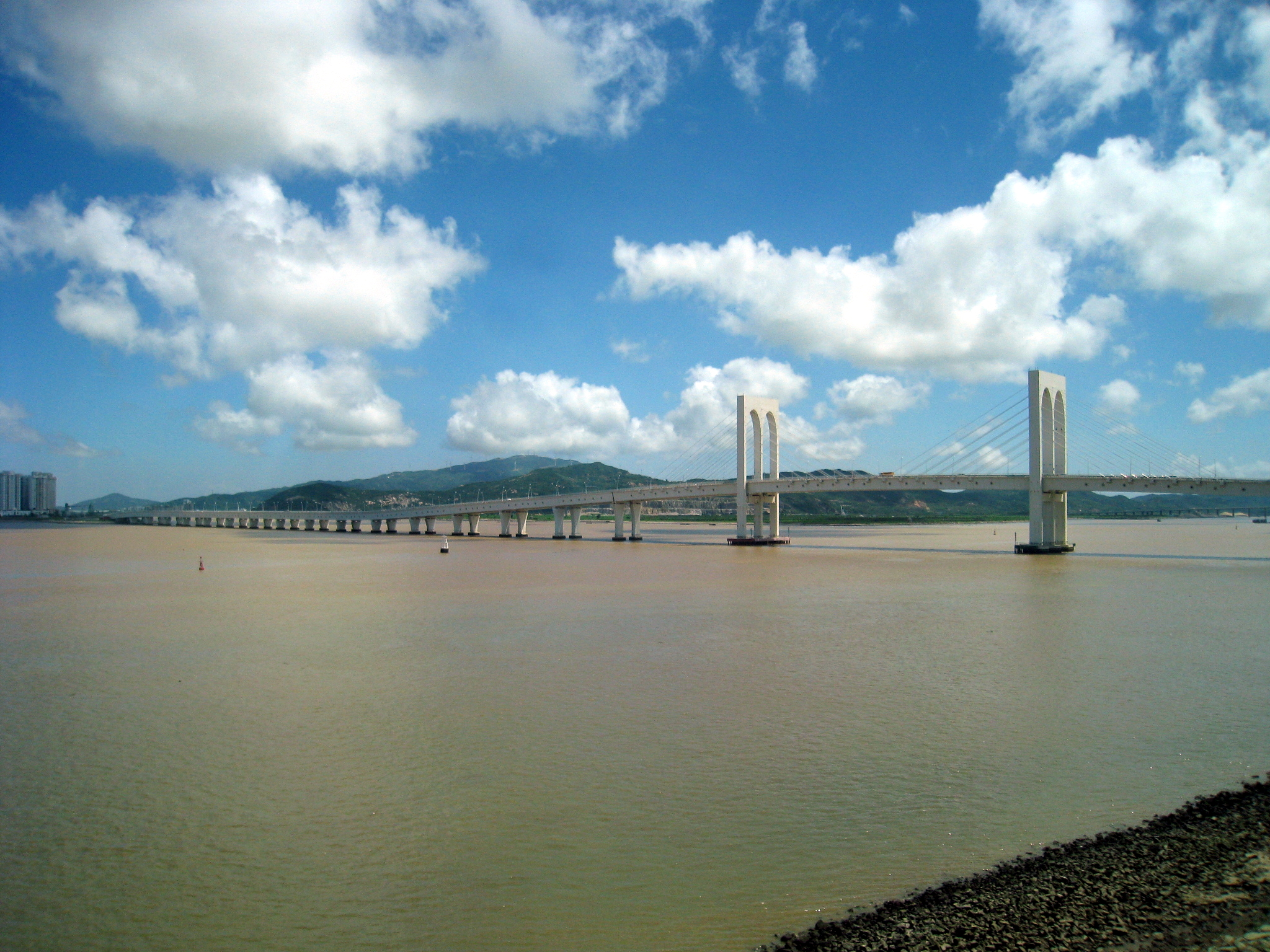
사이방 대교

이 다리는 마카오반도와 타이파섬을 잇는 3개의 다리 중 3번째로 만들어졌으며, 서쪽에 위치하고 있다.
2002년 10월 7일에 공사를 시작해 2004년 12월 9일에 완공하였으며, 2005년 1월 9일에 정식 개통하였다.
총 길이는 2.2 km이고, 폭은 28 m로 왕복 6차선이다. 다리의 도로 아래 쪽으로는 마카오 경전철이 운행할 예정이다.